# Yukako Kawai
Yukako Kawai (jap. 川井友香子 Kawai Yukako; ur. 27 sierpnia 1997) – japońska zapaśniczka walcząca w stylu wolnym. Złota medalistka olimpijska z Tokio 2020 w kategorii 62 kg. Wicemistrzyni świata w 2018; trzecia w 2019 i ósma w 2017 roku. 
Mistrzyni Azji w 2020 i druga w 2019. Pierwsza w Pucharze Świata w 2017, 2018 i 2019. Trzecia na MŚ kadetów w 2014. Mistrzyni świata U-23 w 2018 roku.
Jej siostra Risako Kawai została mistrzynią olimpijską w 2016. Matka Hatsue Kotaki zajęła siódme miejsce na mistrzostwach świata w 1989, a ojciec Takahito startował w zawodach krajowych w zapasach.